# Don Carmody
Don Carmody (sinh ngày 16 tháng 4 năm 1951) là một nhà sản xuất phim đã bắt đầu sự nghiệp của mình với một công ty sản xuất riêng lấy tên "Don Carmody Productions" vào năm 1980. Ông đã tham gia sản xuất nhiều bộ phim của thập niên 1990 như The Mighty, Yesterday, The Boondock Saints, Good Will Hunting  và Chicago, bộ phim giành Giải Oscar cho phim hay nhất vào năm 2002. Carmody cũng là nhà sản xuất cho video trò chơi của bộ phim chuyển thể Resident Evil: Apocalypse và Silent Hill.